# Exact Audio Copy
Exact Audio Copy (EAC) — программа для риппинга аудио-CD в среде Microsoft Windows. Работоспособность EAC также экспериментально подтверждена в новых версиях Wine в среде Linux. Автор программы — Андре Витхофф (Andre Wiethoff) — написал её в 1998 году, будучи на тот момент студентом университета в Дортмунде, Германия.
Основная функция EАС — преобразование аудиотреков со стандартных звуковых компакт-дисков в файлы WAV, которые затем могут быть перекодированы в другие форматы, например в AAC, MP3, OGG Vorbis, WavPack, FLAC или APE с помощью внешнего кодировщика. Поддерживается онлайн-база данных AccurateRip, позволяющая автоматически сравнивать вашу копию диска с копиями, сделанными другими людьми. Кроме того, при риппинге EAC создаёт Cue sheet (файл разметки), содержащий всю информацию, необходимую для точного копирования диска: зазоры (gap), атрибуты треков, коды ISRC и информацию CD-Text.
Exact Audio Copy распространяется по лицензии freeware, некоммерческое использование бесплатно. Программа является де-факто стандартом среди аудиофилов за высокую точность и способность копировать серьёзно повреждённые аудио-CD.

## Функциональные особенности
- Работа с оптическими накопителями как с интерфейсом SCSI, так и с ATAPI.
- Возможность учитывать смещение (offset), вносимое конкретным накопителем при чтении и записи.
- Коррекция ошибок чтения и потери синхронизации.
- Автоматическое изменение скорости СD/DVD-накопителя в зависимости от качества диска.
- Поддержка BladeEnc и LAME DLL для сжатия аудиоданных «на лету».
- Поддержка внешних кодировщиков (MP3, VQF, RA, AAC, FLAC и др).
- Пакетное сжатие и распаковка WAV.
- Поддержка смещения кодировщика (сompression offset).
- Определение зазоров между треками.
- Функция записи CD (CD-R/CD-RW).
- Воспроизведение аудио-CD.
- Автоматическое определение возможностей CD-накопителя.
- Возможность синхронизации треков для накопителей с неточным звуковым потоком.
- Совместимость с Escient CDDB, используется база данных СD freedb.org.
- Функции «Record» и «Loop Record» для записи с пластинок, радио и т. д.
- Поддержка нескольких сеансов записи диска (CD-Extra).
- Поддержка CD-Text.
- Редактор тегов ID3 с возможностью перетаскивания из списка треков и базы данных.
- Удаление щелчков после извлечения.
- Встроенный микроредактор WAV-файлов.